# Muzeum fotografie Kena Domona
Muzeum fotografie Kena Domona bylo otevřeno v roce 1983 v Sakatě, Jamagata (Japonsko), rodišti fotografa Kena Domona.

## Historie
U příležitosti, kdy se v roce 1974 stal prvním čestným občanem Sakaty, daroval Domon městu celou svou sbírku děl. To vedlo k rozhodnutí vybudovat na jeho počest muzeum a bylo to první muzeum věnované fotografii v Japonsku.
Muzeum má asi 70 000 výtisků Domonových děl. Má také díla vítězů Ceny Kena Domona a ceny Kulturní cena Kena Domona), kterou město uděluje na Domonovu počest.
Budovu muzea navrhl známý architekt Jošio Taniguči a v roce 1984 získala stavba 9. cenu Isoja Jošida.